# واندرسون كريستالدو فارياس
واندرسون كريستالدو فارياس (بالبرتغالية: Wanderson‏) (2 يناير 1988 في البرازيل - ) هو لاعب كرة قدم برازيلي في مركز الوسط. لعب مع جمعية بورتوغيزا الرياضية ونادي لودوغورتس رازغراد ولودوغورتس رازغاردز II ‏ وإيراتي الرياضي ‏ ونادي اسبورتيفو نوفا اسبيرانزا وSport Club Barueri ‏ وOeste Futebol Clube ‏.

## وصلات خارجية
- واندرسون كريستالدو فارياس على موقع الاتحاد الأوربي (الإنجليزية)
- واندرسون كريستالدو فارياس على موقع الاتحاد الأوربي (الإنجليزية)
- واندرسون كريستالدو فارياس على موقع قاعدة بيانات كرة القدم.إي يو (الإنجليزية)
- واندرسون كريستالدو فارياس على موقع ناشيونال فوتبول تيمز (الإنجليزية)
- واندرسون كريستالدو فارياس على موقع Soccerway.com (الإنجليزية)
- واندرسون كريستالدو فارياس على موقع AS.com (الإسبانية)